# Lufthansa CityLine

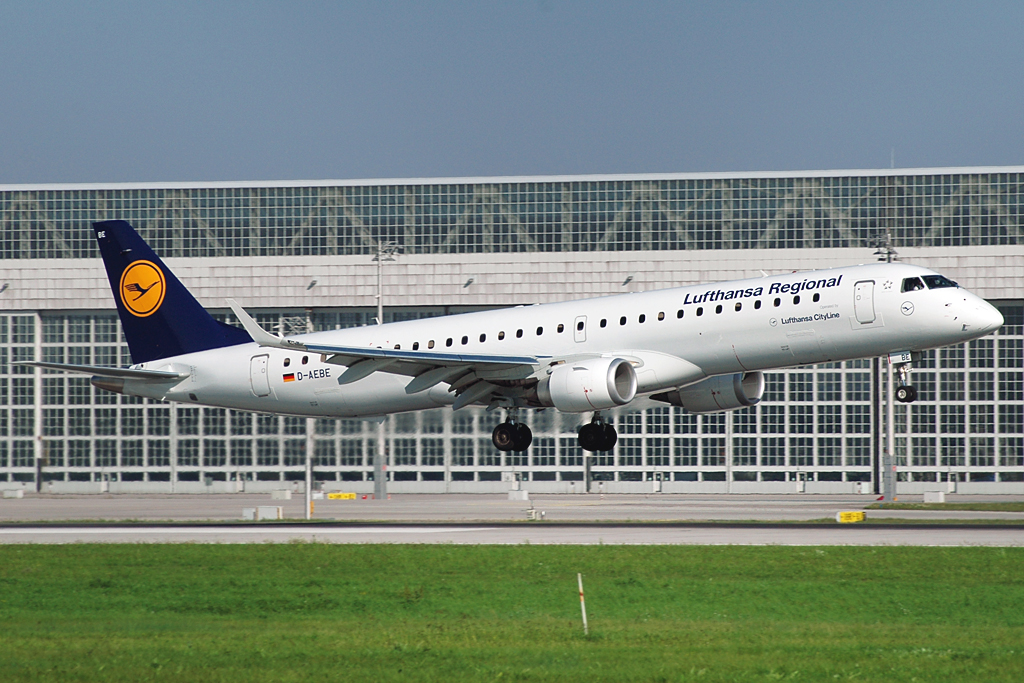
Embraer 195

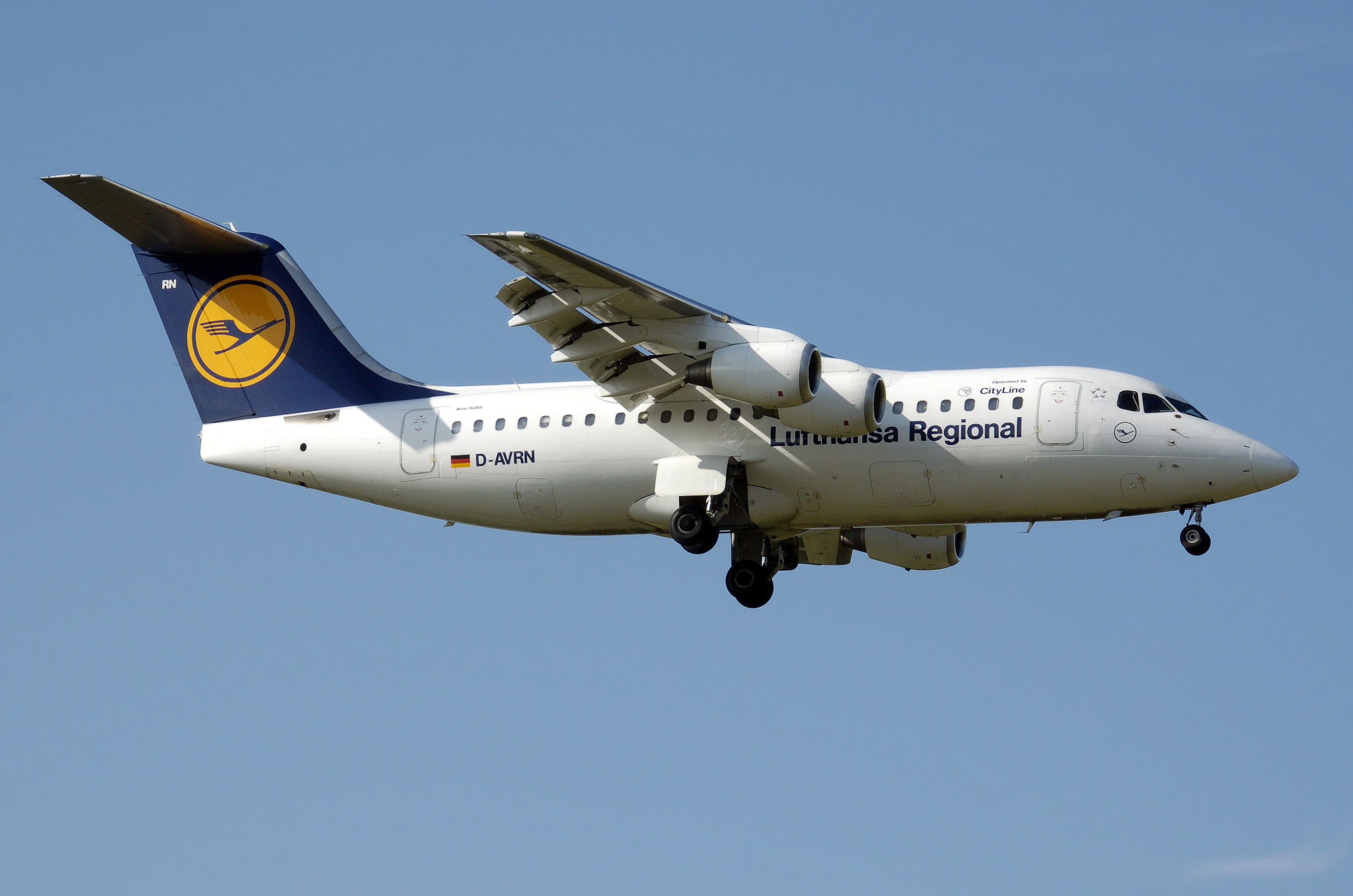
Заход на посадку Avro RJ85 авиакомпании Lufthansa CityLine в Международном аэропорту Бирмингем

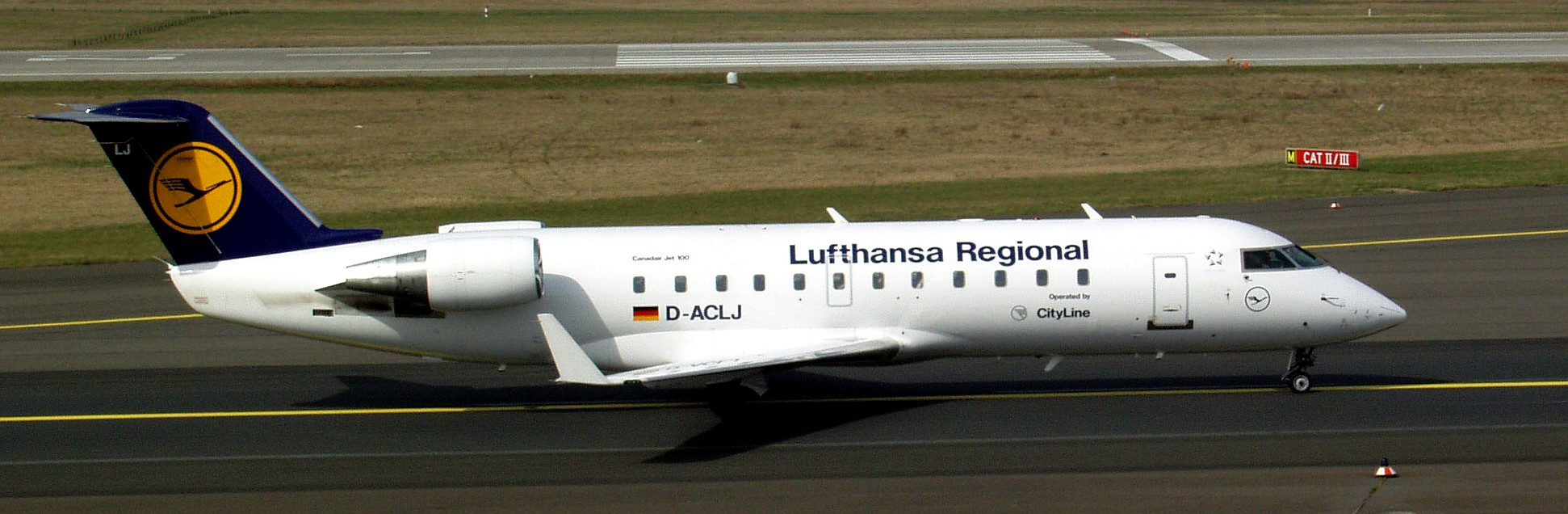
CRJ-200

Lufthansa CityLine GmbH, действующая как Lufthansa CityLine — крупнейшая региональная авиакомпания Европы со штаб-квартирой в городе Кёльн (Германия), полностью принадлежащая флагманской авиакомпании страны Lufthansa и являющаяся членом её региональной маршрутной сети Lufthansa Regional.
Аэропортом базирования авиакомпании является Аэропорт Кёльн/Бонн, главными транзитными узлами (хабами) — Аэропорт Гамбург, Международный аэропорт Дюссельдорф, Аэропорт Франкфурта-на-Майне и Аэропорт Мюнхен.

## История
Авиакомпания Ostfriesische Lufttaxi (OLT) была основана в 1958 году в качестве перевозчика на местных авиалиниях Германии. В 1970 году компания перенесла штаб-квартиру в город Эмден и сменила своё название на Ostfriesische Lufttransport (OLT) (которая работает в настоящее время в качестве независимого авиаперевозчика).
1 октября 1974 года авиакомпания очередной раз изменила собственную торговую марку на DLT Luftverkehrsgesellschaft mbH , а спустя четыре года начала выполнение регулярных международных рейсов на ближнемагистральных маршрутах под код-шеринговым договором с авиакомпанией Lufthansa. Партнёрские отношения между перевозчиками развивались из года в год и к 1988 году региональная компания выполняла все регулярные рейсы под торговой маркой Lufthansa.
В марте 1992 года DLT была выкуплена холдингом Lufthansa GmbH и окончательно сменила своё название на Lufthansa CityLine.
По состоянию на июль 2007 года в штате авиакомпании работало 2520 сотрудников.

## Пункты назначения
В феврале 2010 года авиакомпания Lufthansa CityLine выполняла регулярные рейсы по следующим пунктам назначения:

### Внутренние авиалинии
- Германия
  - Берлин — Международный аэропорт «Тегель» имени Отто Лилиенталя
  - Бремен — Аэропорт Бремен
  - Кёльн — Аэропорт Кёльн/Бонн
  - Дрезден — Аэропорт Дрезден
  - Дюссельдорф — Международный аэропорт Дюссельдорф
  - Франкфурт-на-Майне — Аэропорт Франкфурта-на-Майне
  - Фридрихсхафен — Аэропорт Фридрихсхафен
  - Гамбург — Аэропорт Гамбург
  - Ганновер — Аэропорт Ганновер-Лангенхаген
  - Лейпциг — Аэропорт Лейпциг
  - Мюнхен — Аэропорт Мюнхен имени Франца Йозефа Штраусса
  - Мюнстер — Международный аэропорт Мюнстер-Оснабрюк
  - Нюрнберг — Аэропорт Нюрнберг
  - Падерборн — Аэропорт Падерборн/Липпштадт
  - Росток — Аэропорт Росток/Лаге
  - Штутгарт — Аэропорт Штутгарт
  - Вестерланд — Аэропорт Зильт

### Международные маршруты
- Албания
  - Тирана — Международный аэропорт Тирана имени матери Терезы
- Австрия
  - Линц — Аэропорт Линц-Хёршинг
  - Вена — Международный аэропорт Вена «Швехат»
- Беларусь
  - Минск — Аэропорт Минск-2
- Бельгия
  - Брюссель — Аэропорт Брюссель
- Босния и Герцеговина
  - Сараево — Международный аэропорт Сараево
- Болгария
  - София — Аэропорт София
- Хорватия
  - Дубровник — Аэропорт Дубровник
  - Сплит — Аэропорт Сплит
  - Загреб — Международный аэропорт Загреб
- Чехия
  - Прага — Аэропорт Рузине
- Дания
  - Копенгаген — Аэропорт Каструп
- Финляндия
  - Хельсинки — Аэропорт Хельсинки-Вантаа
- Франция
  - Бордо- Аэропорт Бордо-Мериньяк
  - Бастия — Аэропорт Бастия-Поретта
  - Лион — Международный аэропорт Лион-Сент-Экзюпери
  - Марсель — Аэропорт Марсель/Прованс
  - Мюлуз — Европейский аэропорт Базель/Мюлуз/Фрейбург
  - Ницца — Аэропорт Лазурный берег
  - Париж — Международный аэропорт имени Шарля де Голля
  - Тулуза — Аэропорт Тулуза/Бланьяк
- Венгрия
  - Будапешт — Международный аэропорт Будапешт Ферихедь
- Италия
  - Бари — Международный аэропорт Бари имени Кароля Войтылы
  - Кальяри — Аэропорт Кальяри-Эльмас
  - Флоренция — Аэропорт Флоренция имени Америго Веспуччи
  - Милан — Миланский аэропорт Мальпенса
  - Неаполь — Международный аэропорт Неаполя
  - Ольбия — Аэропорт Ольбия Коста-Смеральда (сезонный)
  - Рим — Международный аэропорт имени Леонардо да Винчи
  - Верона — Международный аэропорт имени Валерио Катулло Виллафранка
- Литва
  - Вильнюс — Международный аэропорт Вильнюс
- Молдова
  - Кишинёв — Международный аэропорт Кишинёва
- Нидерланды
  - Амстердам — Амстердамский аэропорт Схипхол
- Норвегия
  - Берген — Аэропорт Берген
  - Осло — Аэропорт Ослон Гардермуэн
  - Ставангер — Аэропорт Ставангер
- Польша
  - Гданьск — Гданьский аэропорт имени Леха Валенсы
  - Катовице — Катовицкий международный аэропорт в Пыжовице
  - Краков — Международный аэропорт имени Иоанна Павла II
  - Познань — Аэропорт Познань
  - Жешув — Аэропорт Жешув
  - Варшава — Варшавский аэропорт имени Фредерика Шопена
  - Вроцлав — Аэропорт Вроцлав имени Коперника
- Румыния
  - Сибиу — Международный аэропорт Сибиу
  - Тимишоара — Международный аэропорт имени Траяна Вуи
- Россия
  - Ростов-на-Дону — Аэропорт Ростов-на-Дону
- Сербия
  - Белград — Аэропорт имени Николы Теслы
- Испания
  - Барселона — Международный аэропорт Барселона
  - Бильбао — Аэропорт Бильбао
  - Мадрид — Аэропорт Мадрид «Барахас»
  - Валенсия — Аэропорт Валенсия
- Швеция
  - Гётеборг — Аэропорт Гётеборг-Ландветтер
  - Стокгольм — Аэропорт Стокгольм-Арланда
- Швейцария
  - Базель — Европейский аэропорт Базель/Мюлуз/Фрейбург
  - Женева — Международный аэропорт Женева Куантран
  - Цюрих — Аэропорт Цюрих
- Украина
  - Донецк — Международный аэропорт Донецк
  - Киев — Международный аэропорт Борисполь
  - Одесса — Международный аэропорт Одесса с 5 мая 2012[4]
- Великобритания
  - Бирмингем — Международный аэропорт Бирмингем
  - Инвернесс — Аэропорт Инвернесс
  - Лондон
    - Аэропорт Лондон-Сити
    - Хитроу

  - Манчестер — Аэропорт Манчестер
  - Ньюкасл-апон-Тайн — Аэропорт Ньюкасл
  - Ньюквай — Аэропорт Ньюквай-Корнуолл

## Флот
По состоянию на июль 2021 года воздушный флот авиакомпании Lufthansa CityLine составляли следующие самолёты:
Средний возраст самолётов авиакомпании в июле 2021 года составлял 13,5 лет.